# 白梢沙蜥
白梢沙蜥（学名：Phrynocephalus koslowi）为鬣蜥科沙蜥属的爬行动物。在中国大陆，分布于新疆等地。该物种的模式产地在新疆天山山脉。